# Vanjski Kamenjak
Vanjski Kamenjak je pličina kod otoka Krka, kod hridi Kamenjaka 2 od koje je udaljena 25 metara. Počinje na 2 m dubine, a proteže se do 35 m dubine. Popularna je ronilačka pozicija. U doba dolaska Ilira je bila otočić.